# Стана Смиљковић
Стана Смиљковић (рођена 5. новембра 1948. године у Ранутовцу) редовни је професор на Педагошком факултету у Врању. Бави се методиком српског језика и књижевности и књижевношћу за децу. Обављала је функцију декана Педагошког факултета у Врању у периоду од 2006. до 2012. године.

## Биографија
Рођена је 5. новембра 1948. године у Ранутовцу. Дипломирала је 1974. године на Филозофском факултету у Скопљу. На истом факултету одбранила је 1990. године магистарску тезу Поетско и прозно стваралаштво за децу Славка Јаневског и тиме постала магистар филолошких наука.  Године 1997. на Филозофском факултету у Приштини одбранила је докторску дисертацију по насловом Српска ауторска бајка у односу на европску и њена рецепција у школи.

## Објављена дела
Аутор је више научних и стручних радова и учесник на научним скуповима од међународног значаја.

### Монографије и поглавља у монографијама
1. "Поетичност и симболи у бајкама", у: Књижевност и њена улога у васпитању и образовању деце школског узраста, тематски зборник, уредник Сунчица Денић, Учитељски факултет у Врању, Врање 2013, стр. 13-19.
2. "Однос између ауторске и народне књижевности у читанкама за млађе разреде основне школе", у: Настава и учење, квалитет васпитно-образовног процеса, Учитељски факултет у Ужицу, Ужице 2013, стр. 369-376.
3. "Креативност деце у стварању литерарних текстова", међународни округли сто Даровити и квалитет образовања, Висока школа струковних студија за образовање васпитача Михаило Палов у Вршцу и Универзитет Аурел Влајку из Арада, Вршац 2013, стр. 76.
4. "Značaj širih socijalnih, kulturnih i istorijskih okolnosti za razvoj ličnosti učenika", u: Izzivi globalizacije in družbeno-ekonomsko okolje EU, zbornik prispevkov, uredila Jasmina Starc, Novo mesto 2012, str. 475-480.
5. "Значај и улога предшколских институција за формирање дечје индивидуалности", ЮБИЛЕЙНА МЕЖДУНАРОДНА УНИВЕРСИТЕТСКА КОНФЕРЕНЦИЯ 130 ГОДИНИ ПРЕДУЧИЛИЩНО ОБРАЗОВАНИЕ В БЪЛГАРИЯ, УНИВЕРСИТЕТСКО ИЗДАТЕЛСТВО “СВ. СВ. КИРИЛ И МЕТОДИЙ” Велико Търново 2012, стр.14-19.
6. "Interaktivna nastava učenika", Inovacii i interaktivni tehnologii v obrazovanieto, RB Stilijan Čilingirov-Šumen, Sofija, str. 130-134.
7. "Даровитост ученика у тумачењу етичности текста српских пословица", 17. округли сто Даровити и моралност, Висока школа струковних студија за образовање васпитача Михаило Палов у Вршцу и Универзитет Аурел Влајку из Арада, 2012, стр.796-804.
8. "Значај и улога предшколских институција за формирање дечје индивидуалности", у: Настава и учење – циљеви, стандарди, исходи, Учитељски факултет у Ужицу, Ужице 2012, стр. 337-344.
9. "Book-culture-tradition in the focus of gaining permanenet knowledge", Čelovečki kapital kot vir uspeha v procesu globalizacije, medunarodna znanstvena konferenca, Fakulteta za poslovne in upravne vede Novo Mesto, mart 2011, str. 426-432. - у коауторству
10. "Естетске вредности ауторских бајки у лектири ученика млађих разреда основне школе", Наука и политика, филолошке науке, зборник са скупа, књ.5/1,Универзитет у Источном Сарајеву, Филозофски факултет Пале, стр.423-428.
11. "Матерњи језик и књижевност у функцији оспособљавања ученика за разумевање порука средстава масовне комуникације", Настава и учење - стање и проблеми, Учитељски факултет у Ужицу, Ужице 2011, стр. 467- 472.
12. "Бајка као аутономни свет детињства", Образовање и усавршавање наставника - дидактичко-методички приступ, међународни научни скуп, Учитељски факултет у Ужицу, Ужице, стр. 247-252.
13. "Књижевни текстови пример - примене језика", Унапређење образовања учитеља и наставника – од селекције до праксе, том II, Педагошки факултет у Јагодини, Јагодина 2010, стр. 81-87.
14. "Васпитач и учитељ као иноватори у препознавању и развијању креативних особина деце", међународни округли сто Даровити у процесу глобализације, Висока школа струковних студија за образовање васпитача Михаило Палов у Вршцу и Универзитет Аурел Влајку из Арада, јул 2010, стр. 584-589.
15. "Уџбеници српског језика", у: Наука и настава на универзитету, зборник радова, Пале 2009, стр. 163-169.
16. "Школски листови и часописи и развијање љубави према писаној речи", у: Образовање и улога учитеља у српском друштву кроз историју XVIII –XX век, зборник радова са међународног научног скупа, Сомбор 2009, стр.237-245.
17. "Креативни приступ настави матерњег језика у млађим разредима основне школе / CREATIVE APROACH TO NATIVE LANGUAGE INSTRUCTION IN LOWER ELEMENTARY GRADES", Contemporary intentions in education, volume 2, IV International Scientific Conference, June 2008, Ohrid, Педагошки факултет у Скопљу, Скопље 2008, стр. 489-592.
18. "Лик учитеља у роману Борци Јанка Веселиновића", у: Учитељ у балканским културама, Учитељски факултет у Врању, Врање 2011.
19. "Савремени приступ развоју говора ученика основне школе", у: Интердисциплинарност и јединство савремене науке, Пале 2009, стр.219-224.
20. "Улога студената учитељског факултета у раду дечјих креативних радионица", међународни научни скуп Gifted and talented creators of the progress – theory and practice, Битољ 2009.
21. "Естетске вредности ауторских бајки у лектири ученика млађих разреда основне школе", научни скуп Наука и политика, Пале 22-23. мај 2010.
22. "Креативно истраживање функције језика у књижевном делу за децу - пут ка људској духовности", у: Савремена књижевност за децу у науци и настави, Јагодина, март. 2010. године
23. "Књижевно-теоријски приступ збирци бајки Јастук који је памтио снове Гроздане Олујић", у: Књижевност за децу у науци и настави, зборник радова са међународног научног скупа, Педагошки факултет у Јагодини, Јагодина 2008, стр. 262-266.

### Уџбеници
1. Смиљковић, С, Стојановић, Б. (2011): Компаративни приступ методици матерњег језика и књижевности. Врање: Учитељски факултет.  978-86-82695-83-7,COBISS.SR-ID 186639116
2. Смиљковић, С, Милинковић, М. (2008, 2010): Методика наставе српског језика и књижевности. Врање: Учитељски факултет у Врању, Учитељски факултет у Ужицу.  978-86-82695-50-9 (УФB) COBISS.SR-ID 146776332,  978-86-82695-75-2 (УФB) COBISS.SR-ID 180495372.
3. Смиљковић, С. (2002): Настава . Врање: Учитељски факултет у Врању.
4. Смиљковић, С. (2005): Настава . Врање: Учитељски факултет у Врању.
5. Смиљковић, С, Цветановић, З. (2016): Даровити за говорење и писање у млађим разредима основне школе. Врање: Педагошки факултет у Врању.

### Радови са научних скупова од међународног значаја
1. "Човекова духовна светлост исказана сликама у Лучи микрокозма Петра Петровића Његоша, у: Његош у свом времену и данас, 43. међународни научни састанак у Вукове дане, 2013, стр. 52.
2. "Značaj širih socijаlnih, kulturnih i istorijskih oklonosti za razvoj ličnosti učenika", Izzivi globalizacije in družbeno-ekonomsko okolje EU, zbornik povzetkov, Novo mesto 2012, str. 74.
3. "Игра и борба у збирци приповедака Деца Ива Андрића", у: Српски језик и његове норме - Иво Андрић у српској и европској књижевности, 41. међународни научни састанак слависта у Вукове дане, Филолошки факултет у Београду, стр. 94.
4. "Савремено васпитање и образовање ученика основне школе кроз уметност речи", Школа као чинилац развоја националног и културног идентитета и проевропских вредности: образовање и васпитање традиција и савременост, зборник резимеа са међународног научног скупа, Педагошки факултет у Јагодини, Јагодина 2011, стр.72-73.
5. "Даровитост ученика у тумачењу етичности текста српских пословица", 17. округли сто Даровити и моралност,  Висока школа струковних студија за образовање васпитача Михаило Палов у Вршцу и Универзитет Аурел Влајку из Арада, јул 2011.
6. "Образи в сказках А. С. Пушкина", у: Славјанские јазики и култури в современом мире, Међународни научни симпозијум, Московски государствени универзитет имени М. В. Ломоносова, Филологическиј факултет, МАКС Пресс 2009, стр. 408-409.
7. "Васпитач и учитељ као иноватори у препознавању и развијању креативних особина деце", 16. међународни округли сто Даровити у процесу глобализације, Вршац, 2.7. 2010.
8. "Обрада драмског текста у млађим разредима основне школе", у: Драмска књижевност за децу, Педагошки факултет у Сомбору, Сомбор 2007, стр. 44-45.
9. "Интерактивни однос ученика ангажује потребе бића у развоју", међународни научни скуп Образовање за хумано друштво, Охрид , 28-29.мај 2010.
10. "Лирика и филозофија живота у молитвама Николаја Велимировића", у: Етика у култури, језику и књижевности, Београд 2009.
11. "Учитељ и ученици у савременој настави", у: Педагошка истраживања и школска пракса, Квалитет и ефикасност наставе у друштву које учи, Београд 2009.
12. "Дијалог и ученик", у: Образовање  учитеља некад и данас, зборник радова, Суботица 2007, стр.44-45.

### Радови на домаћим научним скуповима
1. "Говор ликова у бајкама и причама српских аутора", 17. конгрес Савеза славистичких друштава Србије, Филолошки факултет Београд, 2011.
2. "О значају диференцијалне граматике призренскo-тимочког дијалeкта и стандардног српског језика у настави на југоистоку Србије", стр.9-26, у: Дијалекат – дијалекатска књижевност, зборник радова, Лесковачки културни центар, Лесковац 2009. - у коауторству
3. "Пример индивидуализације и диференцијације наставе и операционализације циљева и задатака у настави српског језика с могућностима њихове провере (Обрада текста Мајка Макрена Милована Витезовића)" у: Чиниоци и индикатори ефикасности и методе унапређивања васпитања и образовања, Заједница учитељских факултета Србије, X, Златибор 1997, стр. 333-345.
4. "Духовне вредности сеоског становништва", XIII Међународни научни скуп Власински сусрети, Традиционално и савремено у раду и животу људи у селу, зборник резимеа и саопштења са скупа, Завод за проучавање села, Власотинце - Власинско језеро, 2007. стр. 109.